# Leutkirch im Allgäu
Leutkirch im Allgäu város Németországban, azon belül Baden-Württembergben. Lakosainak száma 23 588 fő (2023. december 31.). Leutkirch im Allgäu Aichstetten, Isny im Allgäu, Bad Wurzach, Kißlegg, Argenbühl, Altusried, Legau, Lautrach és Buchenberg községekkel határos.

## Népesség
A település népessége az elmúlt években az alábbi módon változott:
| Lakosok száma | 1300 | 19 974 | 21 837 | 22 406 | 22 752 | 22 803 | 22 803 | 23 056 | 23 345 | 23 588 |
|               | 1808 | 1975   | 2013   | 2015   | 2017   | 2018   | 2019   | 2021   | 2022   | 2023   |

## Városrészek
Következik  városrészek léteznek: 
Leutkirch, Diepoldshofen, Friesenhofen, Gebrazhofen, Herlazhofen, Hofs, Reichenhofen, Winterstetten és Wuchzenhofen.

## Itt születtek, itt éltek
- Hans Multscher (Reichenhofen, 1400 körül – Ulm, 1467) német szobrász és festő.